# بانک اطلاعات اینترنتی فیلم‌ها
بانک اطلاعات اینترنتی فیلم‌ها یا دادگان اینترنتی فیلم‌ها (به انگلیسی: Internet Movie Database) (مخفف انگلیسی: IMDb، به فارسی: آی‌ام‌دی‌بی) پایگاه داده آنلاین است که اطلاعات بازیگران، فیلم‌ها، بازی‌های ویدئویی، سریال‌ها و تولیدات سینمایی و تلویزیونی را شامل می‌شود. آی‌ام‌دی‌بی کارش را به عنوان یک وبگاه سینمایی با عنوان rec.arts.movie بر روی یوزنت آغاز کرد و در ۱۹۹۳ به شبکهٔ جهانی اینترنت منتقل شد.
این پایگاه داده از ۲۰۰۸ و با افزودن امکانی تازه، به کاربران ساکن آمریکا اجازه داد بیش از ۶٬۰۰۰ سریال و فیلم گوناگون را از تولیدکنندگانی همچون سی‌بی‌اس، سونی و چندین شرکت سازندهٔ فیلم دیگر را نگاه کنند.
آی‌ام‌دی‌بی یکی از مهم‌ترین وبگاه‌ها در گونهٔ خود است و ماهانه بیش از ۱۰۰ میلیون بازدیدکننده دارد. همچنین با داشتن جایگاه ۷۰ در وبگاه الکسا جزو ۱۰۰ وبگاه پربازدید اینترنت در سراسر جهان شناخته شد.
دارندهٔ (مالک) این پایگاه داده از سال ۱۹۹۸ شرکت آمازون است. تا دسامبر ۲۰۲۴ این وبگاه دارای ۲۲ میلیون عنوان (با لحاظ قسمت‌های سریال‌ها) و ۱۴ میلیون شخص بوده است. این وبگاه همچنین ۸۳ میلیون کاربر ثبت‌شده دارد.

## تاریخچه
در سال ۱۹۸۷ جوانی انگلیسی از طرفداران پروپاقرص سینما تصمیم به ایجاد یک سرگرمی جذاب برای جوانانی مثل خودش می‌گیرد. کول نیدهام آغاز به ساختن فهرست‌های متفاوت از بازیگران سینما، کارگردانان و از همه مهم‌تر فیلم‌ها کرد. پیش از وی نیز طرفداران فیلم‌های گوناگون نظیر این کارها را انجام می‌دادند اما فهرست‌های کول جذاب‌تر بود. وقتی کارش را با آن چشم‌ها آغاز کرد، آن چشم‌ها فهرستی از بازیگران زن با چشم‌های زیبا بود. به زودی فهرست‌های کول بین طرفداران فیلم‌ها محبوب شد.
در ۱۷ اکتبر ۱۹۹۰ نیدهام که تحصیل خود را در رشتهٔ رایانه به پایان رسانده بود، برنامه‌ای ساده برای گروه یوزنت rec.arts.movie نوشت؛ برنامه‌ای که اطلاعات برگرفته از تیتراژ پایانی فیلم‌ها را دربرداشت. به زودی این عمل نیدهام با استقبال طرفداران بی‌شمار فیلم‌ها قرار گرفت و آن‌ها نیز شروع به اضافه کردن فهرست فیلم‌ها و اطلاعات مربوط به هرکدام کردند. ابتدا تنها بازیگران و کارگردانان زنده به فهرست اضافه می‌شدند اما پس از مدتی رفتگان نیز به فهرست نیدهام اضافه شدند. در پایان دههٔ ۱۹۹۰ بیشتر از ۱۰٬۰۰۰ فیلم و سریال در فهرست نیدهام ثبت شده بود.

## ویژگی‌های وبگاه

### امتیازدهی کاربران
یکی از ویژگی‌هایی که بانک اطلاعات اینترنتی فیلم‌ها به کاربرانش ارائه می‌کند، قابلیت امتیازدهی به فیلم است. کاربر می‌تواند به فیلم مورد نظرش امتیازی بین ۱ تا ۱۰ بدهد. این سیستم باعث می‌شود اطلاعات کاملاً دقیقی از یک فیلم به دست بیاید. به عنوان مثال، اگر فیلمی یک میلیون رأی بگیرد، آن‌ها جمع و تقسیم بر یک میلیون می‌شوند که نشان‌دهندهٔ دقت زیاد این سیستم است. فیلم رستگاری در شاوشنک با امتیاز ۹٫۳ بیشترین امتیاز بین تمام فیلم‌های سینمایی تاریخ را در این وبگاه از آن خود کرده‌است. در بین سریال‌ها، سریال بریکینگ بد با امتیاز ۹٫۵ لقب بهترین سریال تاریخ را دارد.

#### فرمول محاسبهٔ امتیاز فیلم‌ها
{\displaystyle W={\frac {R.v+C.m}{v+m}}}
- W، امتیاز میانگین
- R، میانگین امتیاز فیلم بر اساس نظر اعضای وبگاه مختلف از ۱ تا ۱۰
- v، تعداد اعضایی که به فیلم‌ها امتیاز داده‌اند
- m، حداقل آرای مورد نظر برای این که فیلم در فهرست ۲۵۰ برتر، قرار بگیرد (اکنون ۲۵٬۰۰۰)
- C، میانگین بازخورد از نشریات (ضریب ثابت، اکنون ۷)

### رتبه‌بندی فیلم‌ها
بانک اطلاعات اینترنتی فیلم‌ها فهرستی از ۲۵۰ فیلم برتر تاریخ سینمای جهان را نیز منتشر کرده‌است. این فهرست روزانه تغییر می‌کند و آپدیت می‌شود؛ هرچند که معمولاً ده فیلم برتر تغییر زیادی نمی‌کنند. برای تهیه این فهرست، میلیون‌ها رأی از کاربران و همچنین داوران داده شده‌است. فقط فیلم‌هایی که مدت زمان آن‌ها بیشتر از ۴۵ دقیقه می‌بوده و تعدادی آرای آن‌ها بیشتر از ۲۵ هزار رأی باشد در این فهرست قرار می‌گیرد. فیلم رستگاری در شاوشنک در این فهرست رتبهٔ اول، و فیلم پدرخوانده رتبهٔ دوم را کسب کرده‌اند که البته هرکدام با تقریبی از ۲٬۰۰۰٬۰۰۰ رأی به این رتبه دست یافته‌اند. تنها دو فیلم ایرانی در این فهرست قرار دارند. جدایی نادر از سیمین به کارگردانی اصغر فرهادی و فیلم بچه‌های آسمان به کارگردانی مجید مجیدی.

### بورد پیغام
در این وبگاه بوردهایی برای صحبت و بحث در مورد موضوعات مختلف نیز برای کاربران تعبیه شده بود که چیزی همانند انجمن بود و اعضا توانایی نوشتن در آن را داشتند. در ۲۰ فوریهٔ سال ۲۰۱۷ میلادی بخش بورد پیغام این وبگاه بسته شد. در بیانیهٔ رسمی این وبگاه قید شد: « «Message Board» به دلیل این که تجربه‌ای مفید را در اختیار همهٔ ۲۵۰ میلیون نفر کاربر این وبگاه قرار نمی‌دهد، در ۲۰ فوریه برای همیشه حذف شد.»
بسیاری تأثیر بسیار زیاد شبکه‌های اجتماعی همچون فیسبوک و توییتر و ترافیک سنگین مورد نیاز برای تأمین این بخش را دلیلی بر تعطیلی این قسمت می‌دانند.

### محتوای فیلم
به منظور مراقبت از کودکان و راهنمایی برای والدین، قسمتی جهت راهنمایی در مورد محتوای فیلم‌ها وجود دارد که از نظرات مختلفی همچون صحنه‌های جنسی، خشونت، اعتیاد، خون‌ریزی و … به والدین هشدارهای لازم را می‌دهد. این ویژگی توسط کاربران نوشته شده و در بعضی مواقع کامل نیست.

### اطلاعات فیلم
این سایت همچنین اطلاعات - معمولاً - کاملی از اشکالات (به انگلیسی: Goofs)، حواشی (به انگلیسی: Trivia)، و رأی‌های کاربران (به انگلیسی: User Votes) ارائه می‌دهد.
در قسمت اشکالات، فهرستی از خطاهای فیلم در کارگردانی را می‌بینیم. این اشکالات می‌توانند مربوط به تاریخ باشند (در مورد فیلم‌هایی که در تاریخ دیگری به جز تاریخ ساخته شدن روی می‌دهند)، مربوط به شخصیت‌پردازی باشند (مثلاً اشکالات تلفظی یا حرفه‌ای)، یا مربوط به کارگردانی باشند (مثلاً یک شیء در یک سکانس وجود داشته باشد در حالی که در سکانس بعد نیست).
در قسمت حواشی، فهرستی از اتفاقات پشت صحنه یا نظر کارگردان و بازیگران دربارهٔ فیلم، و رتبه فیلم در فهرست‌های دیگر را می‌بینیم.
در قسمت رأی کاربران، اطلاعات کاملی از افرادی که به فیلم رأی داده‌اند می‌بینیم. یعنی تعداد رای‌دهنده‌ها، همراه با میانگین‌های مختلف
مربوط به جنسیت و سن آنجا آمده تا بشود فهمید یک فیلم بیشتر برای چه جنسیت و گروه سنی‌ای محبوب است.

## محتوا و قالب

### داده‌های ارائه شده توسط افراد
در سال ۲۰۰۶، IMDb «خدمات اشتراک رزومه» خود را ارائه داد. جایی که بازیگران و خدمه می‌توانند رزومه خود را ارسال کرده و عکس‌های خود را با پرداخت هزینه سالانه بارگذاری کنند. هزینه پایه سالانه برای درج عکس با حساب ۳۹٫۹۵ دلار آمریکا بود تا سال ۲۰۱۰ که به ۵۴٫۹۵ دلار آمریکا افزایش یافت. صفحات رزومه IMDb در یک زیر صفحه از ورودی عادی مربوط به آن شخص نگهداری می‌شود، و یک ورودی منظم به‌طور خودکار برای هر مشترک رزومه ای که قبلاً ندارد، ایجاد می‌شود.
از سال ۲۰۱۲، Resume Services اکنون به عنوان بخشی از اشتراک IMDbPro گنجانده شده‌است و دیگر به عنوان سرویس اشتراک جداگانه ارائه نمی‌شود.

### مسائل مربوط به حق چاپ، خرابکاری و خطا
کلیه داوطلبانی که به محتوا در پایگاه داده کمک می‌کنند از نظر فنی حق چاپ را در مشارکت خود حفظ می‌کنند اما گردآوری مطالب با حق کامل برای کپی، اصلاح و مجوز دادن به آن، به انحصار IMDb در می‌آید و آنها قبل از ارسال تأیید می‌شوند. اعتبار در عنوان‌ها خاص یا صفحات فیلمبرداری به مشارکت کننده(ها) که اطلاعات را ارائه داده‌اند داده نمی‌شود. برعکس، یک ورودی متن معتبر، مانند خلاصه طرح، ممکن است توسط سایر مشارکت کنندگان بدون اضافه کردن نام آنها به عنوان همکار، برای محتوا، دستور زبان، ساختار جمله، حذف یا خطای قابل درک اصلاح شود. با توجه به زمان لازم برای پردازش داده‌ها یا متن‌های ارسالی قبل از نمایش، IMDb با پروژه‌های مشارکت کننده کاربر مانند Discogs یا OpenStreetMap یا ویکی‌پدیا متفاوت است، به این دلیل که مشارکت کنندگان نمی‌توانند داده‌ها یا متن را بر اساس انگیزه اضافه، حذف یا اصلاح کنند، و دستکاری داده‌ها توسط فناوری IMDb و کارمندان دستمزد کنترل می‌شود.
گزارش شده‌است که پایگاه داده فیلم‌های جاوا (JMDB) در حال ایجاد یک پرونده IMDb_Error.log است که تمام خطاهای موجود در هنگام پردازش پرونده‌های متنی ساده IMDb را لیست می‌کند. یک گزینه ویکی برای IMDb پایگاه داده باز رسانه است که محتوای آن نیز توسط کاربران ارائه می‌شود اما تحت CC-by و GFDL دارای مجوز هستند. از سال ۲۰۰۷، IMDb در حال آزمایش بخش های برنامه‌ریزی شده ویکی برای خلاصه داستان‌های کامل فیلم، راهنماهای والدین و سؤالات متداول دربارهٔ عنوان‌هایی است که توسط مشارکت کنندگان تعیین شده‌است (و توسط آنها پاسخ داده می‌شود).

### قالب داده و دسترسی
IMDb برای پرس و جوهای خودکار API ارائه نمی‌دهد. با این حال، بیشتر داده‌ها را می‌توان به صورت فایل متنی ساده فشرده بارگیری کرد و اطلاعات را با استفاده از ابزارهای رابط خط فرمان تهیه کرد. همچنین یک برنامه رابط کاربر گرافیکی مبتنی بر جاوا (GUI) در دسترس است که قادر به پردازش پرونده‌های متنی ساده فشرده شده‌است که به شما امکان جستجو و نمایش اطلاعات را می‌دهد. این برنامه رابط کاربری گرافیکی از زبان‌های مختلف پشتیبانی می‌کند، اما داده‌های مربوط به فیلم به زبان انگلیسی است، همان‌طور که توسط IMDb در دسترس قرار گرفته‌است. یک بسته پایتون به نام IMDbPY همچنین می‌تواند برای پردازش پرونده‌های متنی ساده فشرده در تعدادی از پایگاه‌های داده SQL مختلف مورد استفاده قرار گیرد، که دسترسی آسان به کل مجموعه داده را برای جستجو یا داده کاوی امکان‌پذیر می‌کند.